# 崛起 (游戏)
《崛起》是由德国公司Piranha Bytes开发，Deep Silver发行的动作角色扮演游戏。该作是崛起系列的第一款游戏，于2009年在Microsoft Windows和Xbox 360平台首发。PlayStation 4、Xbox One和任天堂Switch的移植版预定2023年发行。